# Смотра хорова, оркестара и камерних ансамбала општине Алексинац
Смотра хорова, оркестара и камерних ансамбала општине Алексинац је манифестација у култури са најдужом традицијом у општини Алексинац. На иницијативу и у организацији Радничког универзитета, Просветно-педагошког завода и Музичке омладине Алексинац, прва Смотра хорова и оркестара општине Алексинац одржана је 14. маја 1969. године.

## Историјат смотре
За место одржавања прве манифестације изабрано је насеље Житковац и ондашња биоскопска сала. Учествовали су: Хор ОШ „Вук Караџић” из Житковца којим је дириговао Живадин Живковић; Хор ОШ „Љупче Николић” из Алексинца којим је дириговао Јовица Гавриловић; Хор ОШ „Аца Милојевић” из Алексинца (данас ОШ „Вожд Карађорђе”) са диригентом Јулијаном Даскаловић и Хор Учитељске школе „Душан Тривунац” из Алексинца којим је дириговао Томислав Братић. 
Прва смотра је одржана у Житковцу, а уследили су Алексиначки Рудник и село Трњане док након изградње нове зграде „Дома културе“, Алексинац постаје редовни домаћин манифестације. Од 1970. године Музичка школа у Алексинцу редовно учествује на смотри. У континуитету је укупно одржано 30 смотри али се са организацијом ове манифестације престало 1999. године након 22. марта због почетка Нато агресије и бомбардовања СР Југославије.
На иницијативу локалне самоуправе општине Алексинац 2008. године манифестација је обновљења и њену организацију преузима Основна музичка школа „Владимир Ђорђевић” из Алексинца. Датума 10. маја 2008. године одржана је, тада названа, Прва Општинска смотра хорова и оркестара у новом миленијуму у Високој школи за васпитаче струковних студија. У реализацији, до сада 13 одржаних смотри (2020. и 2021. године манифестација није одржана због проглашене пандемије корона вируса), улогу суорганизатора имао је ЦКУ Алексинац и Висока школа за васпитаче струковних студија. Назив смотре је временом промењен у Смотру хорова, окрестара и камерних ансамбала како би сам назив био адекватан врстама музичких ансамбала који су на минулим смотрама и наступали. 

## Циљеви смотре
Ова манифестација је осмишљена са циљем да промовише хорско певање, подстиче младе на интересовање према хорском певању али и музици генерално, као и да се омогући приказ рада хорова који су у то време постојали и радили на територији општине Алексинац. Велико интересовање је владало међу учесницима а и публике није мањкало па се број учесника мерио у стотинама а сваке године је домаћин манифестације била једна од васпитно-образовних установа са територије општине Алексинац.
Манифестација у складу са првобитним постављеним циљевима и даље има функцију да промовише хорско певање али и активно бављење музиком пре свега код деце, да утиче на правилно формирање музичког укуса, формирање и неговање зналачке публике и свакако унапређивање културног амбијента средине.   